# У моїй шкірі
У моїй шкірі (англ. In My Skin) — британський комедійний драматичний телесеріал Кейлі Ллевеллін та режисерок Люсі Форбс і Моллі Меннерс, з Габріель Кріві у головній ролі, прем'єра якого відбулася на BBC Three 14 жовтня 2018 року.
Спочатку замовлений як короткометражний фільм для BBC Wales, перший епізод став пілотним після того, як BBC замовила «У моїй шкірі» як серіал, що вийшов навесні 2020 року та влітку на Hulu. У березні 2021 року «У моїй шкірі» було продовжено на другий і останній сезон, прем'єра якого відбулася 7 листопада 2021 року.
Серіал отримав схвалення критиків і численні нагороди від БАФТА Уельс і Королівського телевізійного товариства.

## Сюжет
У Кардіффі шістнадцятирічна Бетан живе подвійним життям, намагаючись узгоджувати складну сімейну ситуацію, дружбу та свою сексуальність. Її матір з біполярним розладом потрапляє в психіатричне відділення. Бетан мріє стати письменницею, але відвідує ворожу і гомофобну школу.

## Епізоди
| Сезон | Сезон | Епізоди | Оригінальні покази | Оригінальні покази |
| Сезон | Сезон | Епізоди | Прем'єра           | Фінал              |
| ----- | ----- | ------- | ------------------ | ------------------ |
|       | 1     | 5       | 14 жовтня 2018     | 29 березня 2020    |
|       | 2     | 5       | 7 листопада 2021   | 7 листопада 2021   |

## Сприйняття
На Rotten Tomatoes серіал має рейтинг схвалення 100 % на основі 15 відгуків критиків, із середньою оцінкою 7,6/10. На Metacritic він має середньозважену оцінку 78 зі 100, від 10 критиків, що вказує на «загалом сприятливі» відгуки.

### Нагороди та номінації
| Рік  | Нагорода                   | Категорія                                  | Номінанти                 | Результат | Дж.    |
| ---- | -------------------------- | ------------------------------------------ | ------------------------- | --------- | ------ |
| 2019 | BAFTA Cymru                | Телевізійна драма                          | «У моїй шкірі»            | Перемога  | [ 5 ]  |
| 2019 | BAFTA Cymru                | Акторка                                    | Габріель Кріві            | Перемога  | [ 5 ]  |
| 2020 | RTS Cymru Wales            | Індустрія: драма                           | Expectation Entertainment | Перемога  | [ 6 ]  |
| 2020 | BAFTA Cymru                | Телевізійна драма                          | «У моїй шкірі»            | Номінація | [ 7 ]  |
| 2020 | BAFTA Cymru                | Акторка                                    | Габріель Кріві            | Номінація | [ 7 ]  |
| 2020 | BAFTA Cymru                | Режисура: художній                         | Люсі Форбс                | Перемога  | [ 7 ]  |
| 2020 | BAFTA Cymru                | Сценарій                                   | Кейлі Ллевеллін           | Перемога  | [ 7 ]  |
| 2020 | RTS Craft & Design Awards  | Make Up Design — Entertainment & Non Drama | Кейт Робертс з командою   | Номінація | [ 8 ]  |
| 2021 | RTS Programme Awards       | Драматичний серіал                         | «У моїй шкірі»            | Перемога  | [ 9 ]  |
| 2022 | RTS Programme Awards       | Драматичний серіал                         | «У моїй шкірі»            | Перемога  | [ 10 ] |
| 2022 | RTS Programme Awards       | Акторка                                    | Габріель Кріві            | Перемога  | [ 10 ] |
| 2022 | RTS Craft & Design Awards  | Кастинг                                    | Речел Шерідан             | Номінація | [ 11 ] |
| 2022 | Премія БАФТА у телебаченні | Драматичний серіал                         | «У моїй шкірі»            | Перемога  | [ 12 ] |
| 2022 | Премія БАФТА у телебаченні | Сценарій: драма                            | Кейлі Ллевеллін           | Перемога  | [ 12 ] |